# Rue Magenta
La rue Magenta est une voie de Pantin et du 19e arrondissement de Paris, en France.

## Situation et accès

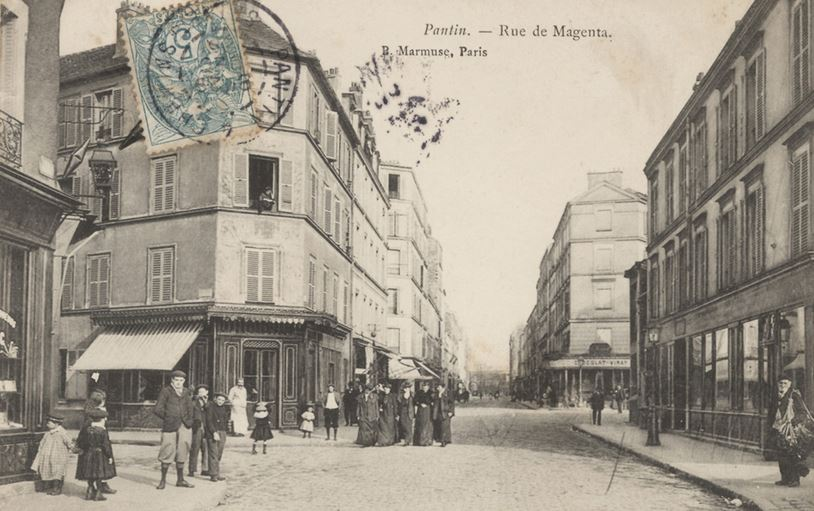
La rue Magenta à Pantin.

La rue Magenta est une voie située à Pantin et dont une partie du trottoir sud se trouve sur le territoire de la ville de Paris. Elle débute place Auguste-Baron, à Paris et, à partir du carrefour avec la rue Sainte-Marguerite, fait partie intégralement du territoire de Pantin. De là, elle passe le croisement de la rue Berthier et de la rue Pasteur, croise la rue Lapérouse et se termine à l'avenue Édouard-Vaillant dans la même ville, au croisement avec la rue Denis-Papin.

## Origine du nom
La rue rend hommage à la victoire remportée lors de la bataille de Magenta par l'armée française d'Italie, commandée par le général de Mac Mahon et Napoléon III, aux dépens du royaume de Piémont-Sardaigne et des Autrichiens commandés par Ferencz Gyulai.

## Historique

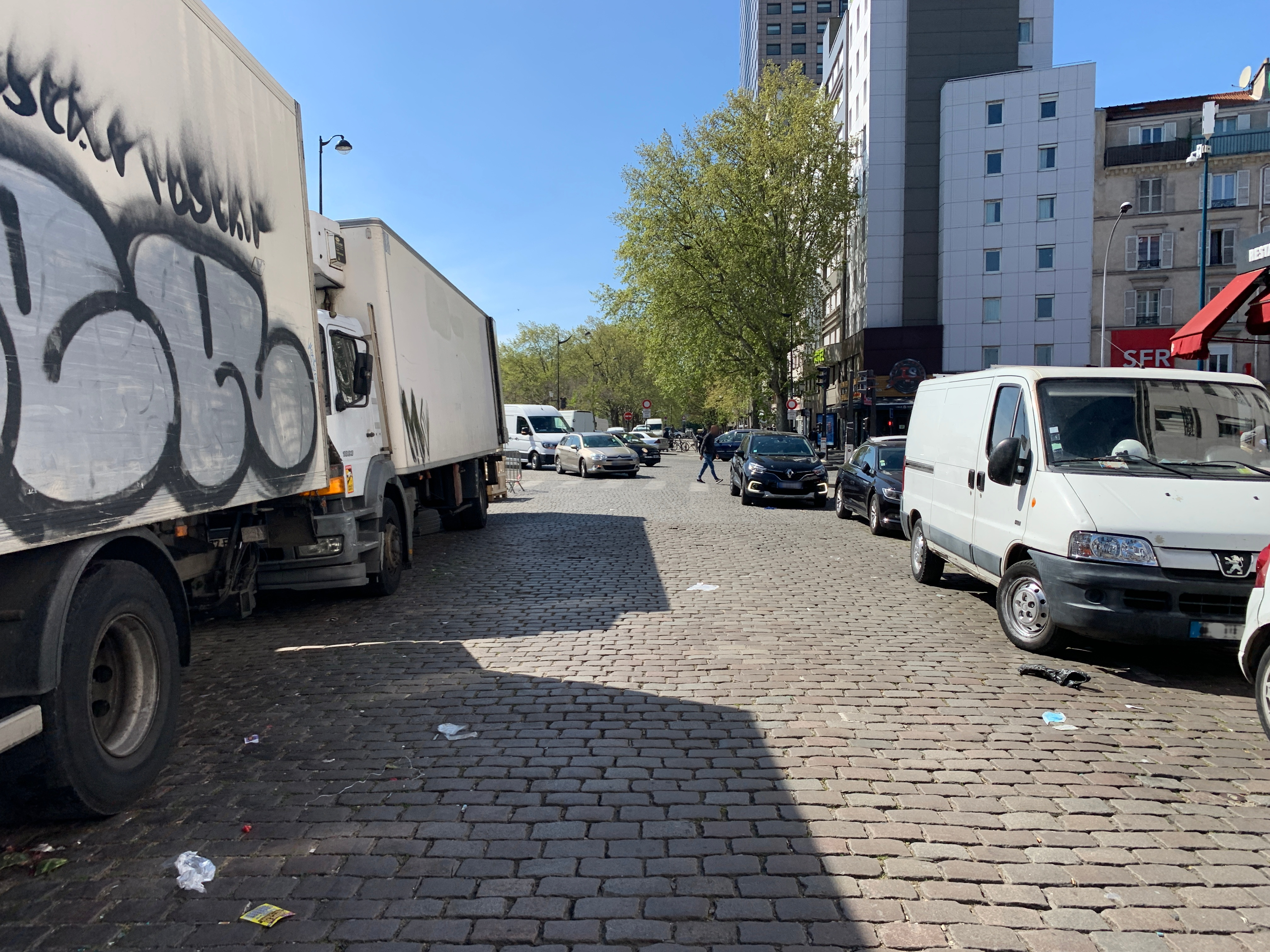
Partie parisienne de la rue.

Autrefois intégralement située sur le territoire de Pantin, la rue a vu sa partie parisienne annexée à Paris par décret du 27 juillet 1930.

## Bâtiments remarquables et lieux de mémoire
- Le marché portugais de la Villette (au 2, rue Magenta) est le plus grand marché portugais de la région parisienne[2]. Ce marché couvert est situé sur le territoire de Paris[3], mais appartient à la commune de Pantin[4]. Selon un article de 2020, le lieu va être profondément réaménagé, avec une nouvelle halle et en sus la construction de bureaux et d'un hôtel[5].

- Sur le territoire de Pantin, le square Anne-Frank, borde le côté impair (nord) de la rue Magenta, entre les rues adjacentes Sainte-Marguerite et Berthier ; il a été aménagé en 2019, dans le cadre d'une opération de renouvellement urbain, à la suite de la destruction à cet endroit d'un îlot d'immeubles anciens considérés comme insalubres.